# Richard Julin (bankdirektör)
Denna artikel handlar om bankdirektören Richard Julin. För konstkuratorn, se Richard Julin (kurator)
Richard Emanuel Julin, född 1 juni 1877 i Ljusne, död 22 mars 1962 i Oscars församling i Stockholm, var en svensk bankdirektör. 
Richard Julin var ett av fem barn till smidesmästaren vid Galtströms bruk utanför Ljusne Johan August Julin, sedermera verkmästare vid Kopparverket i Hommelvik i Norge, och Anna Kajsa Jansdotter. Han började som 15-åring som springpojke i Stockholms Enskilda Bank. Där fick han möjlighet att förkovra sig på Påhlmans handelsinstitut och Smedmans handelsskola i bokföring och ekonomi, och senare gå kurser på Stockholms borgarskola. Efter fem år i banken blev han 1897 utnämnd till tjänsteman. Han gjorde sin militärtjänst vid Vaxholms artillerikår.
Han studerade franska genom bankens försorg under sex månader 1903 i hamnstaden Honfleur och praktiserade därefter under sju månader kreditprövning vid Crédit Lyonnais i Paris. Han blev direktörsassistent 1912 och bankdirektör 1920. Han var kreditchef fri banken ända till 1942. År 1927 blev han ledamot av styrelsen. Julin blev kommendör av första klassen av Vasaorden 1955.

## Astra
Richard Julin blev en av sex medlemmar i det konsortium som på initiativ av Erik Kistner 1924 köpte det då bankruttmässiga läkemedelsbolaget AB Astra av Vin- & Spritcentralen. Han var ordförande i styrelsen till 1957 och medverkade till att göra företaget till Sveriges ledande läkemedelsföretag. År 1960 hade han en förmögenhet på drygt åtta miljoner kronor, varav två miljoner kronor i aktier i Astra.

## Familj
Han gifte sig 1909 med Ruth Lübeck (1884–1970). Paret fick två barn: galleristen Bengt Julin (1911–2005) och Ingrid Klint (1912–1983), som var gift med Bo Klint och mor till Barbro Oscher. Makarna Julin är gravsatta på Norra begravningsplatsen utanför Stockholm.